# Snöan
Snöan är en ö strax utanför Järnäshalvön och Hörnefors. Snöanskärgården består av ett antal småöar som för 2000 år sedan reste sig ur havet tack vare regionens extrema landhöjning. 
Skären karaktäriseras av vind- och vattenslipade klippor, hedar, klapperstensfält och strandängar. Hela Snöanområdet är mycket fågelrikt och öarna Måkläppen, Gråskär och Pulhällrevet har landstigningsförbud från den 15 april till och med den 15 augusti för att skydda fågellivet. 
Historiskt sett har ön stor betydelse. För cirka 1500 år sedan användes Snöan som boplats av säljägare och fiskare. Spår från dem finns i form av tomtningar – runda stenvallar som skulle skydda fiskarnas boningar från väder och vind. I en vik mellan öns östra och västra del finns även rester från en gammal hamn. Snöan är av riksintresse för kulturmiljövården.
Snöans fiskekapell, som byggdes i början av 1800-talet, står kvar än idag.
Hela Snöanområdet är skyddat som naturreservat. Fiskarna som bodde här från 1500-talet och framåt höll sig med getter och kor vilket har bidragit till att naturen på öarna fortfarande är öppen och präglad av hedar. Däremot har tallen börjar etablera sig på ön och i svackan mellan Snöans östra och västra del finns redan sluten tallskog.  
Här finns strandängar berikade och blommor och havtornbuskar. Fågellivet är mycket rikt med arter som tobisgrissla (Cepphus grylle), svärta (Melanitta fusca), ejder (Somateria mollissima), bergand (Aythya marila) och roskarl (Arenaria interpres).